# 北巴斯克地区

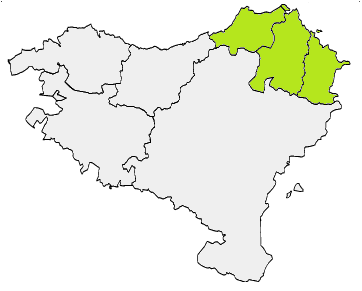
綠色區塊為位於法國的北巴斯克

北巴斯克地区，又稱法属巴斯克地区（法語：Pays basque français），是西歐巴斯克地區北面屬於法國領土的一部份，位于法国大西洋比利牛斯省西部，由拉布尔、苏勒和下纳瓦拉组成。
巴斯克语由或多或少的少数民族使用，这取决于省份，在山区更为强大。1806年，讲巴斯克语的人口为84%，2016年为29.8%，其中20.5%为双语者，9.3%为被动双语者。2010年，每个城市讲巴斯克语的比例从巴约讷的7.19%到拉卡尔的85.04%不等。
法国巴斯克地区面积3,000平方公里，约占巴斯克国家的15%，人口约31万，其中43%出生在境外。这是一个靠山面海的地区。

## 定义
“法国巴斯克地区”和“Pays Basque de France”这两个名称指的是法国对该领土的领有权，强调国家身份。他们对应西班牙巴斯克地区。
考虑到民族文化环境和地理，名称北巴斯克地区、Pays Basque septentrional或Iparralde（巴斯克语中的“北侧”）表明该领土位于比利牛斯山脉或Euskal Herria（巴斯克语中“巴斯克国家”）以北。他们对应南巴斯克地区、Pays Basque Meridional或Hegoalde（巴斯克语中的“南边”）

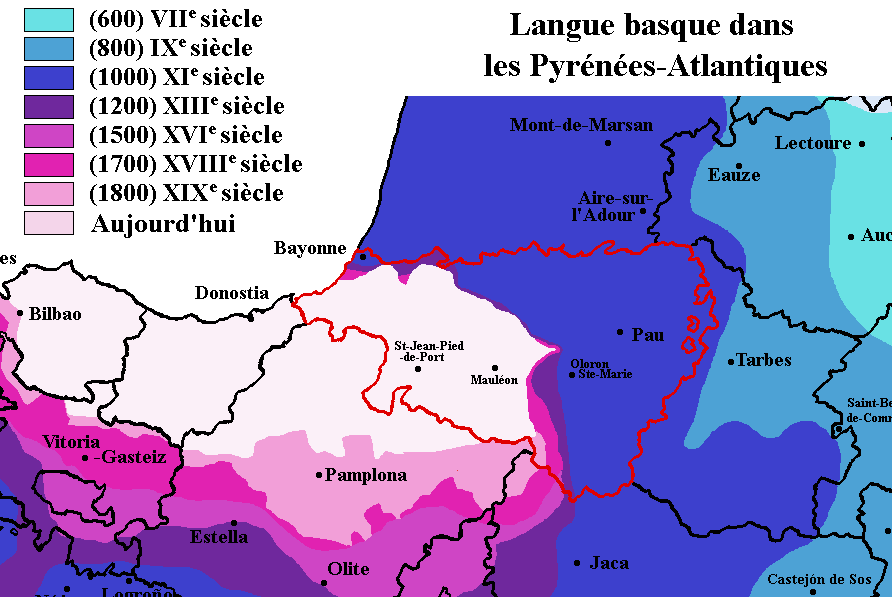
比利牛斯-大西洋地区的巴斯克语使用情况

## 地理
法国巴斯克地区的面积为2995.41平方公里，北部以朗德省为界，西部以比斯开湾为界，南部以比达索阿河和比利牛斯山脉为界，将其与西班牙巴斯克地区隔开，东部以构成该省东部的贝阿恩为界。
总人口（2014年）为300,787人，面积2995.41平方公里。因此，人口密度约为100人/平方公里，相当于全国平均水平（包括海外），这意味着海岸地区密度高，山区密度较低；而法国本土的人口密度为118人/平方公里（2019年）。
来自外部的人的影响很大，尤其是在沿海地区。2016年，在巴斯克地区以外出生的人占人口的43%，占在巴斯克地区以外出生的非巴斯克人的57%。
法国巴斯克地区一共有159个市镇，其中最大的市镇是巴约讷，人口52,749人（2021年数据）。最小的市镇是洛皮塔勒圣布莱斯，人口仅57人。

## 人口
自1801年以来，法国一直在进行人口普查，原则上每五年进行一次。然而，直到2017年和巴斯克地区聚集社区（CAPB）成立之前，法国当局还没有关于法国巴斯克地区人口的官方统计数据。因此，直到1926年，巴斯克地区的人口分布在巴约讷区和莫雷昂区之间，这两个人口的总和表明了整个巴斯克地区。
1857年，巴约讷区扩大了圣埃斯普里和布考，朗德脱离，现在被视为“巴斯克地区”。
从1926年起，人口分为巴约讷区和奥罗隆区。然后，有必要将巴约讷区的人口与莫雷昂和塔尔代的苏勒丹镇的人口相加。但在2014年法国州重新划分之后，为了获得巴斯克州的总数，必须将12个新巴斯克州的人口相加。最后，随着2017年巴斯克地区聚集社区的成立，巴斯克人口被正式考虑在内。

### 巴斯克语人口

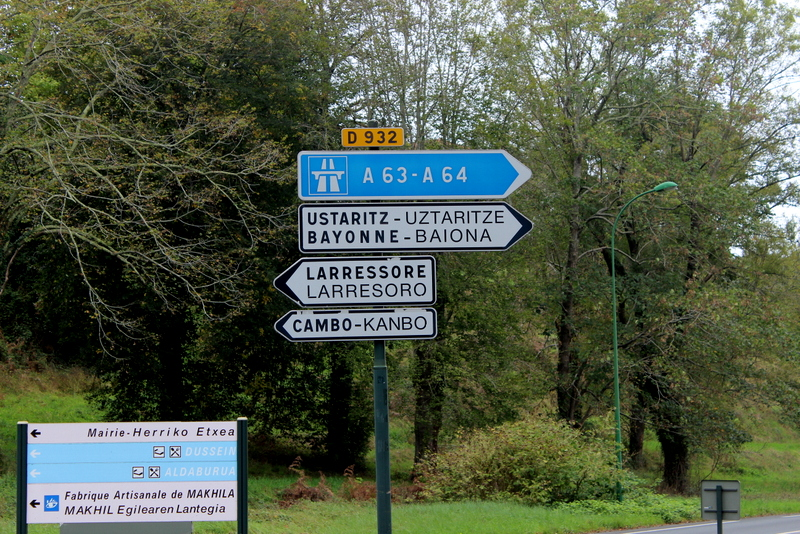
法国巴斯克地区的双语路牌

1806年，在人口普查期间，内政部统计局在夏尔·科克贝尔·德·蒙布雷的指导下，对法兰西帝国的所有城市进行了语言调查。1815年法兰西帝国垮台后，科克贝尔·德·蒙布雷在一篇关于法语地理的文章中给出了结果。
语言调查根据居民的母语增加了市镇人口，发现在大西洋比利牛斯省西部市镇，约130,000名居民中有109,306人使用巴斯克语（约占巴斯克地区人口的84%，包括巴约讷）。
2016年，巴斯克地区社会语言学调查确定了法语巴斯克地区16岁及以上有51,200名讲巴斯克语的人，占人口的20.5%，加上9.3%的被动双语者，即23,300人。

### 巴斯克语市镇使用情况
2010年相关机构做出的统计：
| 市镇         | 巴斯克语人口比例（%） | 区     | 人口（2018） |
| ------------ | --------------------- | ------ | ------------ |
| 拉卡尔       | 85.04                 | 巴约讷 | 172          |
| 伊斯普尔     | 81.35                 | 巴约讷 | 673          |
| 比尼         | 79.72                 | 巴约讷 | 129          |
| 于阿尔特锡兹 | 79.61                 | 巴约讷 | 805          |
| 贝奥尔莱吉   | 79.17                 | 巴约讷 | 73           |

| 市镇       | 巴斯克语人口比例（%） | 区     | 人口（2018） |
| ---------- | --------------------- | ------ | ------------ |
| 巴约讷     | 7.19                  | 巴约讷 | 51,411       |
| 布科       | 8.07                  | 巴约讷 | 8,489        |
| 昂格莱特   | 8.1                   | 巴约讷 | 39,604       |
| 比亚里茨   | 8.26                  | 巴约讷 | 25,532       |
| 圣让德吕兹 | 8.38                  | 巴约讷 | 14,198       |

## 历史
这三个历史省份起源于地理区域。在历史进程中，他们被逐步纳入法兰西王国：
拉布尔最初由阿基坦公爵（也是英格兰国王）控制，1450年，拉布尔成为王家领地。首都为巴约讷（拉丁语：Lapurdum），大致对应于法国巴斯克地区海滨港口的影响区域，尤其是巴约讷商业港口的影响区域。
1449年，苏勒从英国王室手中转移到贝阿恩子爵，1620年10月的法令将其并入法兰西王国。Soule对应于于埃扎河支流的山谷（来自“ur Gaitza”，意为“野生的水”），在法语中称为塞松。
下纳瓦拉与南纳瓦拉有着悠久的共同历史，直到1521年卡斯蒂利亚人占领纳瓦拉。下纳瓦拉通过阿尔布雷家族与法兰西王国以及贝阿恩子爵联系在一起。1589年，纳瓦拉的亨利三世成为法国和纳瓦拉国王亨利四世。从地理上讲，下纳瓦拉是比利牛斯山脉西部主要交通路线的一部分，对应于圣帕莱（多纳帕卢）-圣让皮耶德波尔（多尼巴内-加拉齐）路线的影响区域，该路线向南延伸，途经龙塞沃-奥雷加和潘普洛纳-伊鲁尼亚。
与西班牙巴斯克地区的历史领土阿拉瓦、比斯开、吉普斯夸和纳瓦拉一样，法国巴斯克地区历史领土也有代表这些领土自治的“区域”法院。1789年8月4日晚上，在革命的高潮中，以完全武断的方式废除了这些权力。这些地区议会由每个市的代表组成，排除或限制了当时特权阶层的权力，即贵族、新生资产阶级和神职人员。三个实体中最强大的Biltzar du Labourd是最成功地抵御这些特权阶层压力的实体。
1789年法国被划分为多个省时，创建巴斯克省的建议，特别是多米尼克·加拉（Dominique Garat）的建议没有得到落实，1790年3月4日，这三个省与贝阿恩、巴约讷和比达谢的加斯科涅土地以及苏贝斯特勒合并，形成了下比利牛斯省。

### 二战时期
1940年5月，纳粹德国入侵法国，法国军队被击败，1940年6月22日的停战协定在被占领的法属大西洋建立了德国军事管理机构，包括部分法国巴斯克地区，直到圣让皮耶德波尔。大西洋壁垒后沿海岸20公里宽的禁区是为非平民保留的。1940年6月，数千名在法国战役中撤退的波兰士兵以及平民难民从圣让德吕撤离。1942年11月11日之前，法国巴斯克地区的其余部分一直处于维希政府的管辖之下，直到德国越过边界，前“自由区”被德国军队占领和统治。
占领期间在比利牛斯山脉西部，特别是拉布尔和下纳瓦拉，抵抗运动向犹太人提供援助，并在巴斯克神职人员（如皮埃尔·拉菲特神父）和穆加拉里亚克（当地走私者）的帮助下，协助被追杀的盟军飞行员越过边境前往理论上中立的西班牙。抵抗战士和走私者在彗星网络内组织起来，帮助他们越过边界。巴斯克版本的法国马基以苏勒为中心，在其高原上更为激烈，并遭受德国的逮捕、酷刑、驱逐、即时处决。
1944年，苏勒的马基参加了莫雷昂和塔尔代茨的解放。1944年，在盟军进攻后德军最终撤出后，对巴斯克地区的占领结束。

## 经济
法国巴斯克地区拥有强大的农业传统，目前农业仍然是内陆经济的重要组成部分。这种农业动态受到在农场设立继承人的习惯法的支持，是由于有能力发展优质部门，如羊奶酪、葡萄酒、Kintoa猪肉或Espelette辣椒。然而，它仍然高度依赖于羊奶酪或阿尔迪-加斯纳奶酪行业。近年来，普通消费品的短途供应链不断扩大。然而，其经济主要是旅游业和住宅业，这意味着在一个房地产紧张的地区，不稳定的工作和生活困难。然而，巴约讷-巴斯克国家工商会推动了一种商业动态，伊莎贝尔科技城（Izarbel Technopole）和埃斯蒂亚工程学院是商业网络的中心，但也通过农村地区的举措，如苏勒或圣让德吕兹-昂代地区的城市。Hemen Herrikoa（团结风险投资公司）网络受到20世纪70年代末南巴斯克地区合作社MCC（Mondragon Corporación Cooperativa）经验的启发，也促进了北巴斯克地区成功企业和合作社的创建和发展，该国已成为阿基坦的第一个合作地区。

## 巴斯克民族主义
巴斯克民族主义者或“阿伯扎尔”（爱国者）捍卫北巴斯克或法国巴斯克地区（Iparralde）和南巴斯克或西班牙巴斯克地区（Hegoalde）的重组，作为一个国家的一部分，Euskadi或Euskal Herria，在左翼阿伯扎尔的资本主义第三世界分裂模式中获得独立，并在该国在国际机构中的存在下，为巴斯克民族主义党融入联邦欧洲联盟，基于每个国家都有决定其未来的基本权利的原则。对阿伯扎尔主义者来说，这个国家已经存在于他们的日常生活方式中。

## 机构改革的建议
在北巴斯克地区，一个拥有近30万居民的小型周边地区，体制发展缓慢但持续。根据1997年1月29日的命令，大西洋比利牛斯省省长承认“巴斯克地区”为1995年《巴斯克法》所指的地区，其领土大致与该省巴斯克人居住的部分重叠。在20世纪90年代和21世纪初，建立一个特定的“巴斯克省”，拥有自己的机构，如委员会或农业商会，成为一项核心要求，将大多数地方民选官员和社会专业人士聚集在一起。
它现在被“巴斯克地区领土集体”的形式所取代，这种形式是2002年和2009年提出的第一个动议。这一动议随后被社会平台Batera采纳，然后被两个发展委员会和民选官员采纳。2015年，举行了一场关于巴斯克地区社区间属性的辩论。这项动议受到当地行动家的高度怀疑，被视为一项挑战。事实上，法国政府提出了不同的发展方案，可能导致建立一个社区间结构，最终在2017年为巴斯克地区提供一个体制框架。巴斯克地区城市社区成立于2017年1月1日；这是法国巴斯克地区首次对应官方领土行政结构。

## 媒体
巴斯克地区的三个区域拥有本地的媒体：

### 电视
- 视听集团Euskal Irrati Telebista（EITB）是一个隶属于巴斯克政府的公共实体，负责管理巴斯克自治区。
  - ETB 1：整个巴斯克地区（包括北部和南部）都可以接收巴斯克语频道ETB 1。法国巴士可期社区加入了一个支持巴斯克文化的社区间联盟，该联盟允许在法国TDF中继的帮助下广播这一巴斯克语频道。在过渡到数字电视之后，ETB 1也可以通过Fransat（法语：Fransat）卫星节目组访问，供加入支持巴斯克文化社区间联盟的社区居民使用。
  - ETB 2、ETB 3、ETB 4：在2011年切换到数字电视后，法国巴斯克地区接收TNT信号的地区（即90%的人口）现在可以接收所有Euskal Telebista频道。
- 法国电视三台 Euskal Herri Pays Basque是1992年创建的法国电视三台阿基坦的一个当地分支机构。
- TVPI是一个本地频道，向蒙德马桑广播。他的定位在比达尔。
- Kanaldude是一个来自下纳瓦拉的网络电视，完全用巴斯克语广播节目。

### 广播
- Gure irratia（巴斯克语我们的广播）（106.6-105.7-90.5 MHz）
- Antxeta Irratia：来自伊伦、翁达里比亚、昂代、贝奥比和比里阿图地区的电台。
- Irulegiko Irratia：下纳瓦拉（91.8 MHz）
- Xiberoko Botza：苏勒方言广播（95.5-103.7-88.8 91.8 MHz）
- Mendililia电台：苏勒电台，主要使用法语
- 法国蓝色电台巴斯克地区
- Euskadi Irratia、Radio Euskadi和EITB Irratia隶属于EITB集团。

### 报纸
- 西南报提供“巴斯克地区”版本。然而，本版不包括苏勒，苏勒使用“贝阿恩和苏勒”版本。
- 巴斯克地区报（法语：Le Journal du Pays basque）
- Gara：巴斯克语和西班牙语日报
- Berria：巴斯克语日报
- Herria：巴斯克语周报
- 苏尔镜报：周报
- 圣宫报：周报
- Mediabask：法语数字日报

## 图册

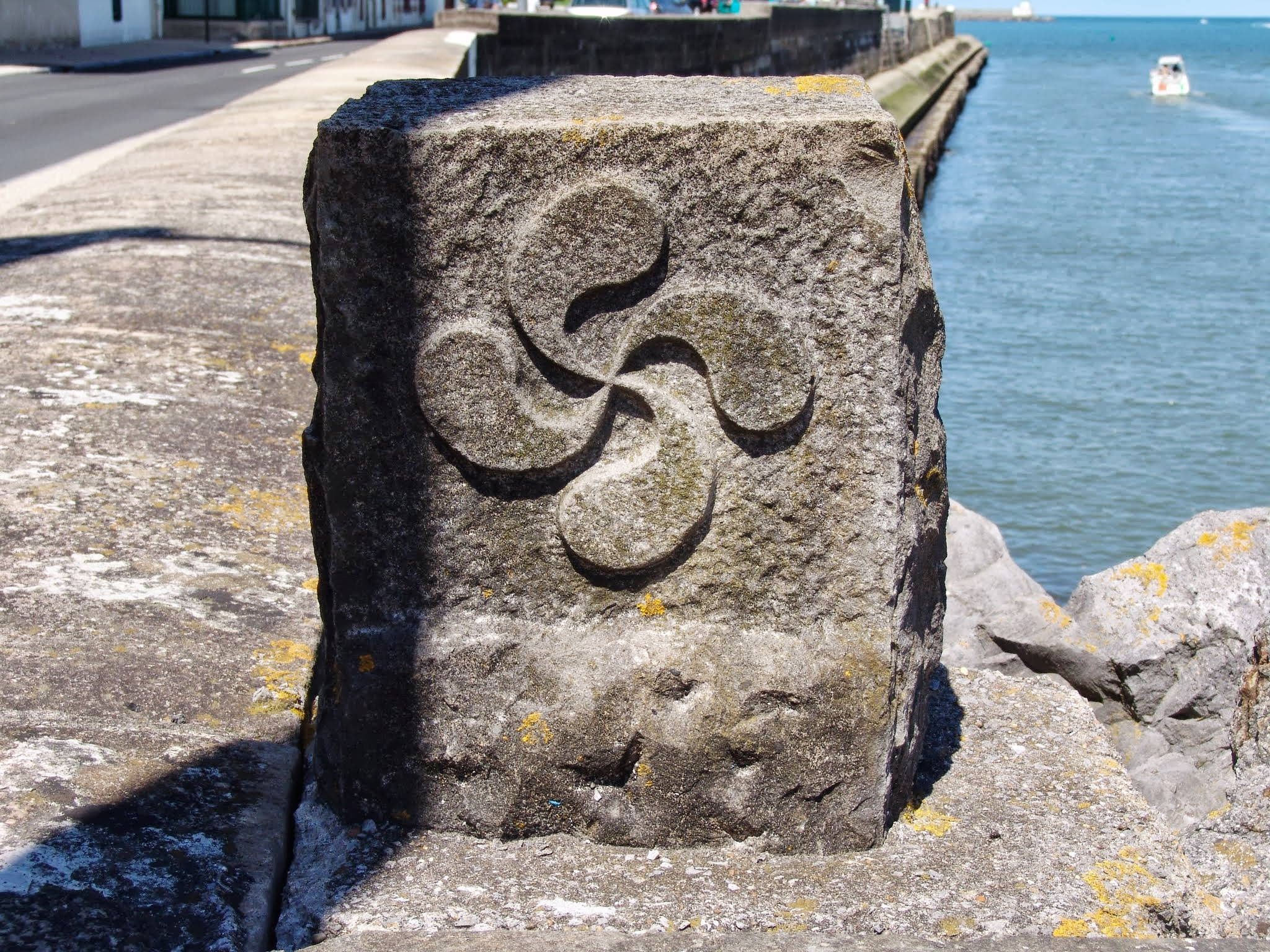
海边雕塑

## 另見
- 阿基坦人
- 加斯科涅公國
- 納瓦拉王國
- 北加泰罗尼亚